# Jan Stańczyk

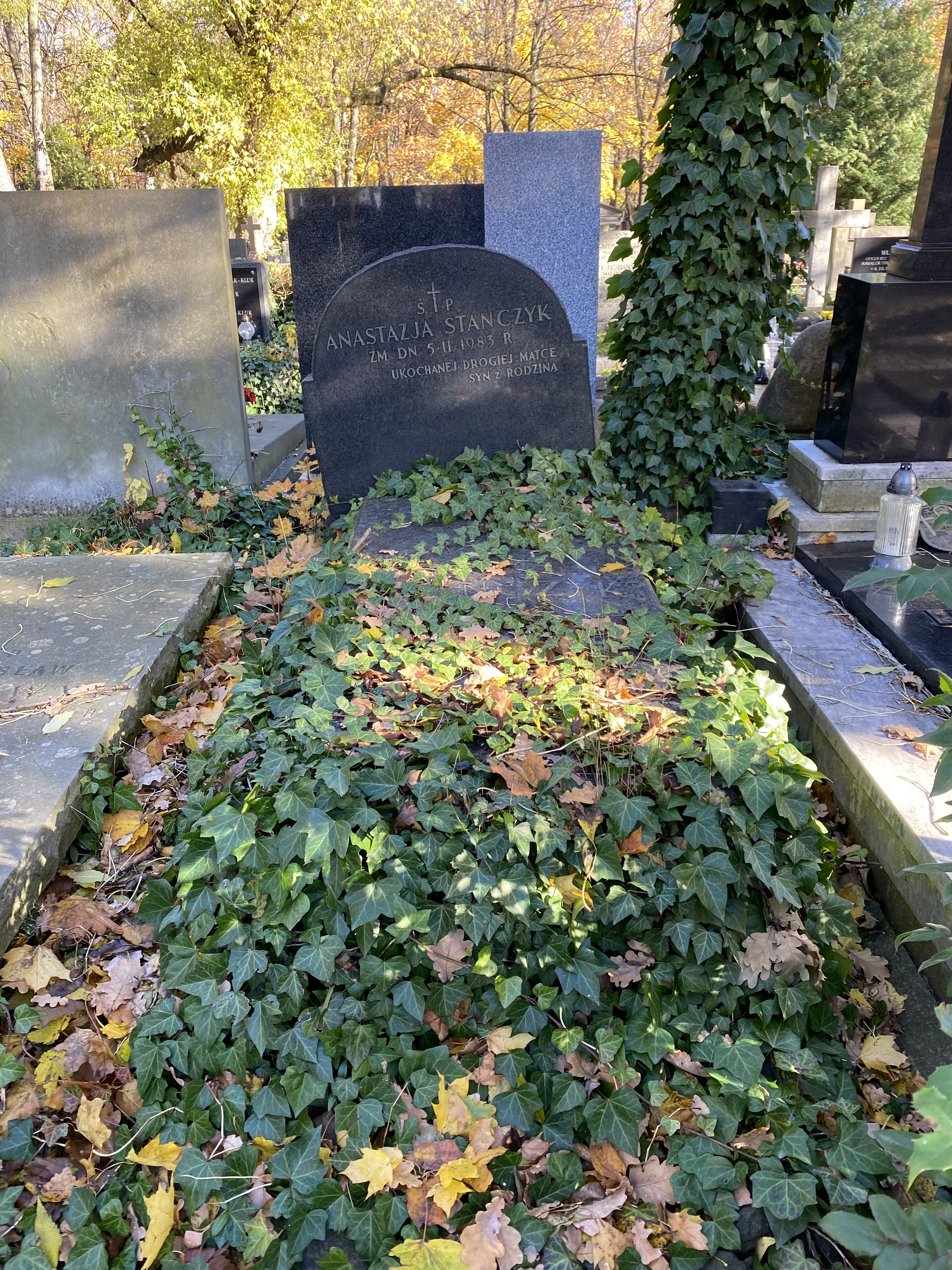
Grób Jana Stańczyka

Jan Stańczyk (ur. 24 grudnia 1886 w Woli Przemykowskiej k. Brzeska, zm. 7 sierpnia 1953 w Warszawie) – działacz socjalistyczny i związkowy, członek Komitetu Ministrów dla Spraw Kraju z ramienia Polskiej Partii Socjalistycznej od 8 listopada 1939 roku.

## Życiorys
Urodził się w rodzinie rolniczej. Po ukończeniu czterech klas szkoły ludowej wyemigrował do Niemiec i podjął pracę w fabryce włókienniczej w Lipsku. Po uzyskaniu kwalifikacji ślusarza podjął pracę w fabryce metalowej. Działał w polskim towarzystwie katolickim, a następnie przystąpił do organizacji robotniczej. Pracował w kopalniach Śląska i Westfalii. W okresie 1904–1907 należał do PPS zaboru pruskiego, zaś od 1908 działał w niemieckich klasowych związkach zawodowych i Socjaldemokratycznej Partia Niemiec (SPD). Po wybuchu I wojny światowej przedostał się Galicji celem wstąpienia do Legionów. Władze austriackie skierowały go jednak do pracy w zmilitaryzowanych zakładach Škoda w Pilźnie. Tam nawiązał kontakty z socjaldemokratami czeskimi. Organizował strajk robotników, w wyniku którego oddany został pod sąd wojenny. Proces odroczono do końca wojny wskutek protestów posłów do Reichsratu Przedlitawii (parlamentu austriackiego).
W październiku 1918 wchodził w skład Zgromadzenia Narodowego Czechosłowacji, lecz niebawem powrócił do Galicji i podjął działalność w Polskiej Partii Socjalno-Demokratycznej Galicji i Śląska Cieszyńskiego. Organizował wsparcie dla Tymczasowego Rządu Republiki Polskiej. Od grudnia 1918 skierowany do pracy w Zagłębiu. W styczniu 1919 z poręczenia Jędrzeja Moraczewskiego został sekretarzem okręgowym Związku Robotników Przemysłu Górniczego, wchodził też w skład kierownictwa Okręgowego Komitetu Robotniczego PPS w Zagłębiu. Od marca 1919 członek Komisji Centralnej Związków Zawodowych. Uczestniczył w kongresach Socjalistycznej Międzynarodówki Robotniczej i związkowej Międzynarodówki Amsterdamskiej (Międzynarodowej Federacji Związków Zawodowych}.
W wyborach parlamentarnych w 1922 został wybrany posłem z listy PPS w okręgu Będzin. W 1923 w czasie wydarzeń krakowskich, w trakcie których doszło do starć robotników z wojskiem, przemawiał do tłumu ze zdobytego samochodu pancernego. Dalej uczestniczył w mediacjach mających doprowadzić do uspokojenia sytuacji. W listopadzie 1923 wydany został przez Sejm sądowi jako oskarżony o podżeganie do gwałtów. Od czerwca do sierpnia 1924 sądzony w Krakowie. W trakcie procesu bronił go Herman Lieberman, uzyskując uniewinnienie. 
W grudniu 1925 doprowadził do połączenia związków górniczych w jednolity Centralny Związek Górników. W związku tym od 1925 do 1939 pełnił funkcję sekretarza generalnego. W wyborach parlamentarnych w 1928 ponownie wybrany do Sejmu. Uczestniczył w organizacji Centrolewu, przemawiając m.in. w październiku 1929 na wspólnych wiecach z Wojciechem Korfantym. W czasie wyborów parlamentarnych w 1930 nie uzyskał mandatu poselskiego. Od 1933 do 1939 pełnił nieprzerwanie funkcję wiceprzewodniczącego Komisji Centralnej Związków Zawodowych. Od 1937 został członkiem Centralnego Komitetu Wykonawczego PPS. 
Po agresji III Rzeszy i ZSRR na Polskę we wrześniu 1939 opuścił kraj i na wniosek gen. Sikorskiego został szybko ściągnięty do Paryża. Od 2 października 1939 do 24 listopada 1944, był ministrem opieki społecznej w rządach: Władysława Sikorskiego i Stanisława Mikołajczyka. Istnieją poszlaki, że był jednym z dwóch ministrów rządów polskich na emigracji, który współpracował z wywiadem radzieckim. W tym czasie jest członkiem Komitetu Zagranicznego PPS oraz przewodniczącym Reprezentacji Zagranicznej Polskich Związków Zawodowych. Reprezentował rząd w Radzie Administracyjnej Międzynarodowej Organizacji Pracy.
W marcu 1945 wystąpił wraz z częścią działaczy z Komitetu Zagranicznego PPS i uczestniczył w rozmowach w Moskwie w czerwcu 1945 na temat powołania Tymczasowego Rządu Jedności Narodowej. Wraz z Zygmuntem Żuławskim uzgodnili, że nie wstąpią do koncesjonowanej PPS przed zawarciem połączeniowego porozumienia pomiędzy tą partią a PPS-WRN. Stańczyk złamał umowę i samodzielnie wstąpił do „lubelskiej” PPS już 27 czerwca 1945. Od 28 czerwca 1945 do 18 lipca 1946 pełnił funkcję ministra pracy i opieki społecznej w Tymczasowym Rządzie Jedności Narodowej Edwarda Osóbki-Morawskiego.
Został dokooptowany do Krajowej Rady Narodowej, Rady Naczelnej i Centralnego Komitetu Wykonawczego koncesjonowanej PPS. W sierpniu 1946, po odwołaniu z rządu, pełnił w Nowym Jorku stanowisko dyrektora generalnego ds. społecznych ONZ oraz reprezentanta Polski w Międzynarodowej Organizacji Pracy. Wskutek konfliktu z Trygve Lie, sekretarzem generalnym ONZ, który zarzucił mu agitację wśród Polonii amerykańskiej, musiał w końcu 1948 powrócić do kraju.
W grudniu 1948 wziął udział w zjeździe „połączeniowym” PPS i PPR, tworzącym Polską Zjednoczoną Partię Robotniczą i został jej członkiem. W lipcu 1949 mianowano go prezesem Rady Zakładu Ubezpieczeń Społecznych.
Zmarł 7 sierpnia 1953 w Warszawie i został pochowany na Cmentarzu Powązkowskim (kwatera 141-6-21).

## Ordery i odznaczenia
- Krzyż Komandorski z Gwiazdą Orderu Odrodzenia Polski (19 lipca 1946)[5]
- Złoty Krzyż Zasługi (11 listopada 1937)[6]